# Sophie von La Roche

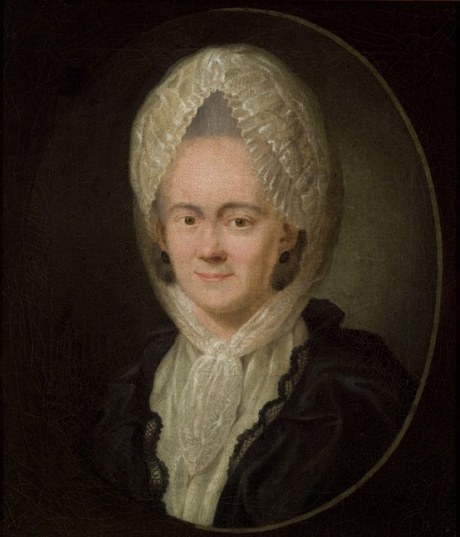
Marie Sophie von La Roche, Gemälde von Georg Oswald May, um 1776, Gleimhaus Halberstadt

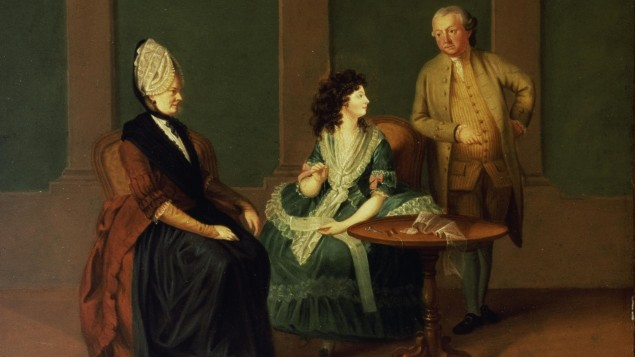
Sophie von La Roche, ihre Tochter Maximiliane und deren Gatte Peter Anton Brentano auf einem Familienbild, etwa 1773/1774

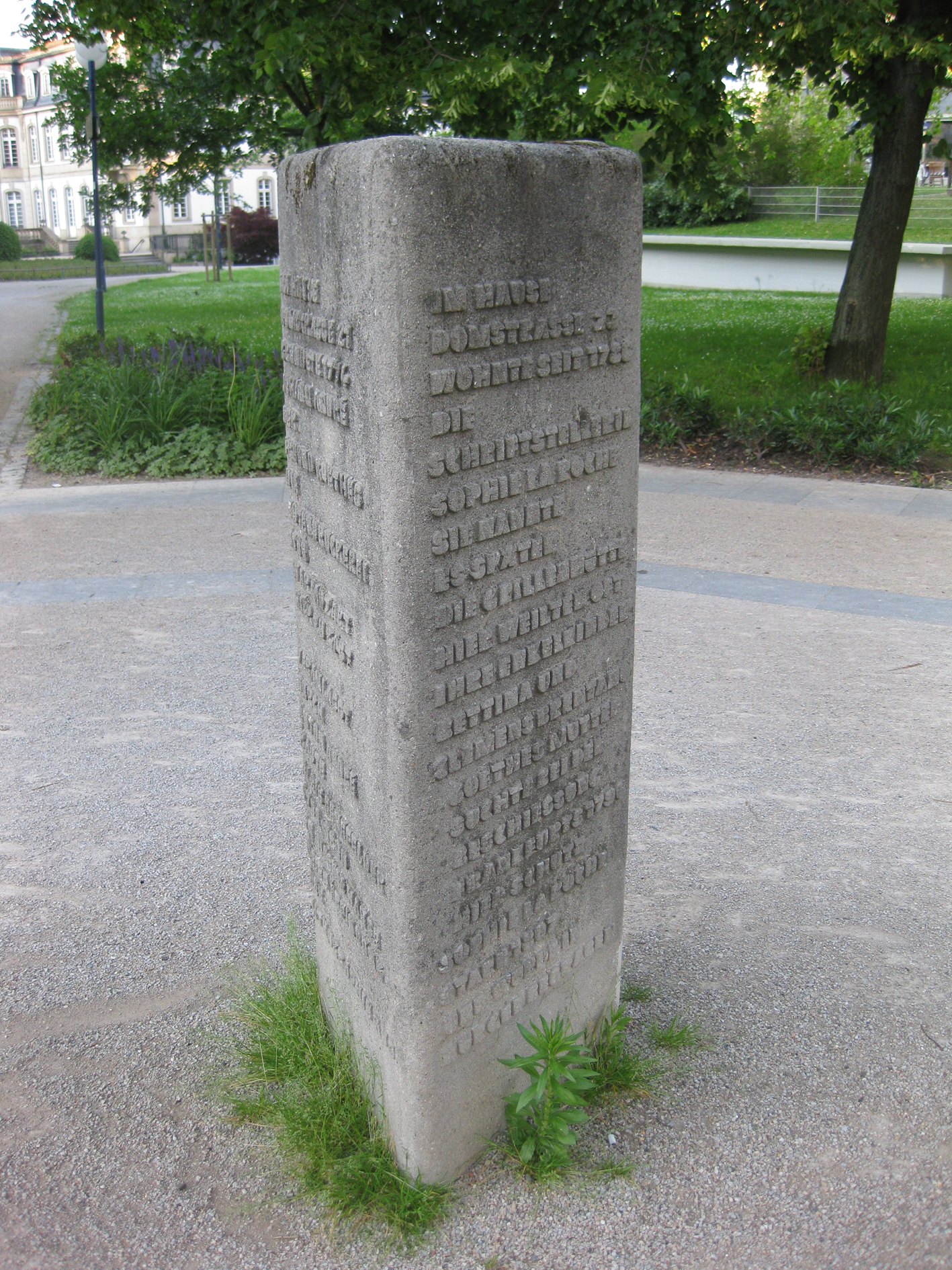
Stele am Standort ihres 1960 abgerissenen Wohnhauses in Offenbach am Main

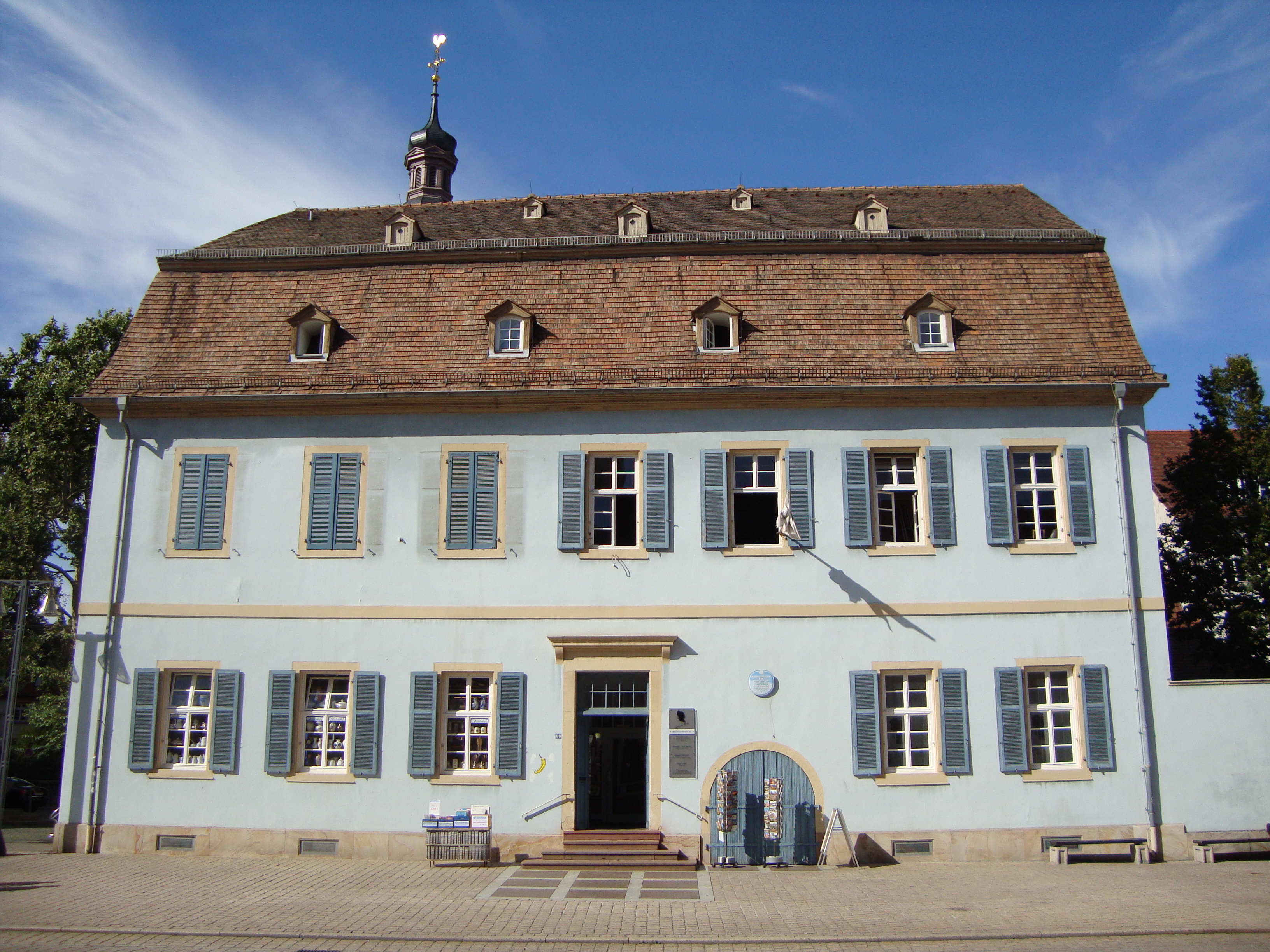
Sophie von La Roches Wohnhaus in Speyer

Marie Sophie von La Roche, geborene Gutermann von Gutershofen (* 6. Dezember 1730 in Kaufbeuren; † 18. Februar 1807 in Offenbach am Main), war eine deutsche Schriftstellerin und Salonnière. In der Zeit der Aufklärung schrieb sie im Stil der Empfindsamkeit. Sie gilt neben Anna Louisa Karsch als erste finanziell unabhängige Berufsschriftstellerin in Deutschland. La Roche war Herausgeberin und Autorin der ersten deutschen Frauenzeitschrift Pomona und schrieb einen der ersten deutschsprachigen Briefromane.

## Leben
Marie Sophie wurde als ältestes Kind des aus Biberach an der Riß stammenden Arztes Georg Friedrich Gutermann und seiner Ehefrau Regina Barbara Gutermann, geborene Unold, in Kaufbeuren geboren. Sie wuchs in einem großbürgerlichen Elternhaus auf und verbrachte ihre Kindheit in Lindau und Augsburg. Sie lernte früh lesen und erhielt – da ihrem streng pietistischen und ehrgeizigen Vater ihre Bildung wichtig war – eine für die Zeit typische „Mädchenerziehung“ mit Schwerpunkt auf Sprache, Kunst und Literatur, Musik und Haushaltsführung. Trotz ihrer Bitte durfte sie kein Latein lernen. Der Augsburger Patrizier und spätere Bürgermeister Jakob Wilhelm Benedikt von Langenmantel gehörte zu den Freunden ihres Vaters.
Nach ihrer Einführung in die Gesellschaft verlobte sie sich 1747 mit dem italienischen Arzt Giovanni Ludovico Bianconi (1717–1781). Die Eheschließung scheiterte an den unterschiedlichen Konfessionen und am Widerstand des Vaters. Während eines Aufenthaltes in Biberach an der Riß verlobte sie sich 1750 mit ihrem knapp drei Jahre jüngeren Vetter, dem Dichter Christoph Martin Wieland. Aufgrund räumlicher Trennung durch Wielands Studium in Tübingen und Zürich endete auch diese Beziehung.
Ende 1753 heirateten Marie Sophie Gutermann und der kurmainzische Hofrat Georg Michael Frank von La Roche (1720–1788). Er war als Vermögensverwalter und Privatsekretär für seinen Adoptivvater Friedrich von Stadion-Warthausen, Staatsminister von Kurmainz tätig. Die Familie lebte zunächst am kurfürstlichen Hof in Mainz. Von den acht gemeinsamen Kindern überlebten fünf das Kindesalter: Maximiliane (4. Mai 1756 bis 19. November 1793), Fritz (10. Dezember 1757–nach 1814), Luise „Lulu“ (13. Mai 1759–1832, später Luise Möhn), Carl (11. Januar 1766–1839) und Franz Wilhelm (16. April 1768–1791).
Von 1761 bis 1768 war Sophie von La Roche Gesellschafterin und Hofdame bei ihrem Schwiegervater auf Schloss Warthausen bei Biberach an der Riß (wo sie Wieland wiederbegegnete). Hier gab es eine umfangreiche Bibliothek (1400 Bände – 550 Werke), die heute zum größten Teil im böhmischen Schloss Kozel bei Pilsen liegen. Sie verfasste die Korrespondenz in der am Hofe gepflegten französischen Sprache und begleitete den Grafen öfters zu seinem Landsitz nach Bönnigheim. Ihr Mann wurde vom Grafen testamentarisch zum Oberamtmann des Bönnigheimer Schlosses ernannt, sie folgte ihm 1770 dorthin. Hier beendete sie – auf Anraten des befreundeten Pfarrers Johann Jakob Brechter – ihren bereits auf Warthausen begonnenen Roman Geschichte des Fräuleins von Sternheim.
Nach dem beruflichen Wechsel ihres Mannes nach Koblenz (als trierischer Geheimrat) im Jahr 1771 unterhielt sie später im Koblenzer Stadtteil Ehrenbreitstein einen literarischen Salon. Diesen erwähnt Goethe in Dichtung und Wahrheit. Unter den Besuchern waren Basedow, Wilhelm Heinse, die Brüder Jacobi und Lavater. Sie war mit Johann Heinrich Jung, genannt Jung-Stilling befreundet und vermittelte diesem seine zweite Ehefrau Maria Salome von Saint George.
1780 wurde ihr Mann, nachdem er fünf Jahre vorher in den Adelsstand erhoben worden war, wegen seiner Kritik an Adel und Mönchswesen durch Kurfürst Clemens Wenzeslaus entlassen. Damit fand der elegante Kreis der von La Roches in Ehrenbreitstein ein plötzliches Ende. Die Familie wurde von dem befreundeten Domherrn Christoph Philipp Willibald von Hohenfeld in Speyer aufgenommen. Das Haus (Maximilianstraße 99) wo sie u. a. auch der Dichter Friedrich Schiller besuchte, existiert noch in der Stadt und ist heute eine La Roche-Gedenkstätte. In dieser Zeit stand Sophie von La Roche in engem freundschaftlich-brieflichen Kontakt mit der blinden Wiener Komponistin, Pianistin und Musikpädagogin Maria Theresia Paradis, die sie während ihrer Europatournee ab 1783 auch mehrmals in ihrem Haus in Speyer besuchte. Paradis unterhielt in Wien eine eigene Blindenschule und einen philosophischen Musiksalon und blieb so durch den Austausch mit Sophie von La Roche stets über die Ereignisse und Ansichten im „Westen“ informiert. 1786 kaufte das Ehepaar La Roche eine eigene Immobilie, das sogenannte Grillenhäuschen in Offenbach am Main. Zwei Jahre später wurde Sophie von La Roche Witwe. Als Folge der französischen Besetzung des linken Rheinufers 1794 entfiel ihre Witwenversorgung, so dass sie sich gezwungen sah, ihren Lebensunterhalt durch Schreiben zu sichern.
Durch ihre Tochter Maximiliane, die mit dem Kaufmann und Diplomaten Peter Anton Brentano verheiratet war, wurde sie zur Großmutter von Bettina von Arnim und Clemens Brentano. Als Maximiliane Brentano 1793 starb, nahm sie von deren acht unmündigen Kindern drei Mädchen auf.
Sophie von La Roche verfasste empfindsame Romane (so etwa 1771 die Geschichte des Fräuleins von Sternheim – zunächst anonym veröffentlicht unter dem Namen des „Herausgebers“ Wieland). Sophie von La Roche gilt aufgrund des Erfolgs dieses Romans als Deutschlands erste finanziell unabhängige Schriftstellerin. Ihre Urenkelin war die Schriftstellerin Gisela von Arnim.
Mit dem Titel Pomona für Teutschlands Töchter war sie eine der ersten Herausgeberinnen einer deutschen Frauenzeitschrift (1783/84). Der Augspurgische Intelligenz-Zettel schreibt dazu:

„Zu Anfang künftigen Jahres 1783. wird für das Frauenzimmer eine Monatschrift erscheinen, die den Titel führt Pomona. Ein gelehrtes Frauenzimmer die Frau Geheime Staatsräthin von la Roche, die sich schon längst durch ihre Geschichte des Fräulein von Sternheim und durch Rosaliens Briefe rühmlichst bekannt und als eine treffliche Schriftstellerin ausgezeichnet hat, ist die Verfasserinn dieser Monatsschrift. Der Pränumerationspreiß ist 4 fl. 30 kr. auf das ganze Jahr, und Unterschriebener nimmt Pränumeration an. Gewiß, Augsburgs Töchter werden wetteifern, den Wünschen ihrer verehrungswürdigen Frau Landsmännin zu entsprechen, und werden ein Vorhaben unterstützen, das dem schönen Geschlecht zur Ehre, u. zum Nutzen gereicht. Sechs Bogen stark, brochirt, mit guten Lettern und feinem Papier, und allen andern möglichen Vorzügen, die die Pomona ihren Freundinnen zur angenehmsten Gesellschafterin machen wird, werden zu Anfang jeden Monats ununterbrochen erscheinen, und bey mir ausgegeben. Conrad Heinrich Stage, Buchhändler auf dem Obstmarkt Lit. D. Nr. 70.“

Mit diesem philosophischen Bildungs- und Aufklärungsmagazin stand Sophie von La Roche in starkem Kontrast zu den Modejournalen der Zeit, die ihren Schwerpunkt hauptsächlich auf der äußeren Schönheit des „schwachen Geschlechts“ hatten, damit Frauen als „Manneszierde“ in der weiterhin patriarchal geprägten Gesellschaft gefielen.
Sophie von La Roche honorierte in ihrer Frauenzeitung Pomona für Teutschlands Töchter unter anderem den Musikverleger und Impresario Heinrich Philipp Boßler, mit dem La Roche in engem Kontakt stand.
Über Sophie von La Roche schrieb Goethe im 13. Buch von Dichtung und Wahrheit: „Sie war die wunderbarste Frau, und ich wüsste ihr keine andre zu vergleichen. Schlank und zart gebaut, eher groß als klein, hatte sie bis in ihre höheren Jahre eine gewisse Eleganz […] zu erhalten gewusst, die zwischen dem Benehmen einer Edeldame und einer würdigen bürgerlichen Frau gar anmutig schwebte.“
In Offenbach-Bürgel ist Sophie von La Roche an der Außenmauer der St.-Pankratius-Kirche begraben. Ihr Tod wurde auch in ihrer ehemaligen Heimat Augsburg erwähnt: „Am 18. dieß [Februar 1807] ist die berühmte Schriftstellerin, geheime Staatsräthin, Sophie von Laroche, gebohrne Gutermann, (aus Augsburg gebürtig,) 77 Jahre alt zu Offenbach gestorben.“

## Sonstiges
Seit 2010 vergibt die Stadt Offenbach am Main alle zwei Jahre den „Sophie von La Roche-Preis für die Gleichberechtigung von Frauen“. Der mit 1500 Euro dotierte Preis honoriert besonderes Engagement und hervorragende Leistungen auf kulturellem, sozialem oder gesellschaftlichem Gebiet. Im Stadtmuseum Kaufbeuren widmet sich ein Raum in der Dauerausstellung der Schriftstellerin. Die Sophie-La-Roche-Realschule in Kaufbeuren ist nach ihr benannt, ebenso wie die Sophie-La-Roche-Realschule in Bönnigheim. 

## Werke

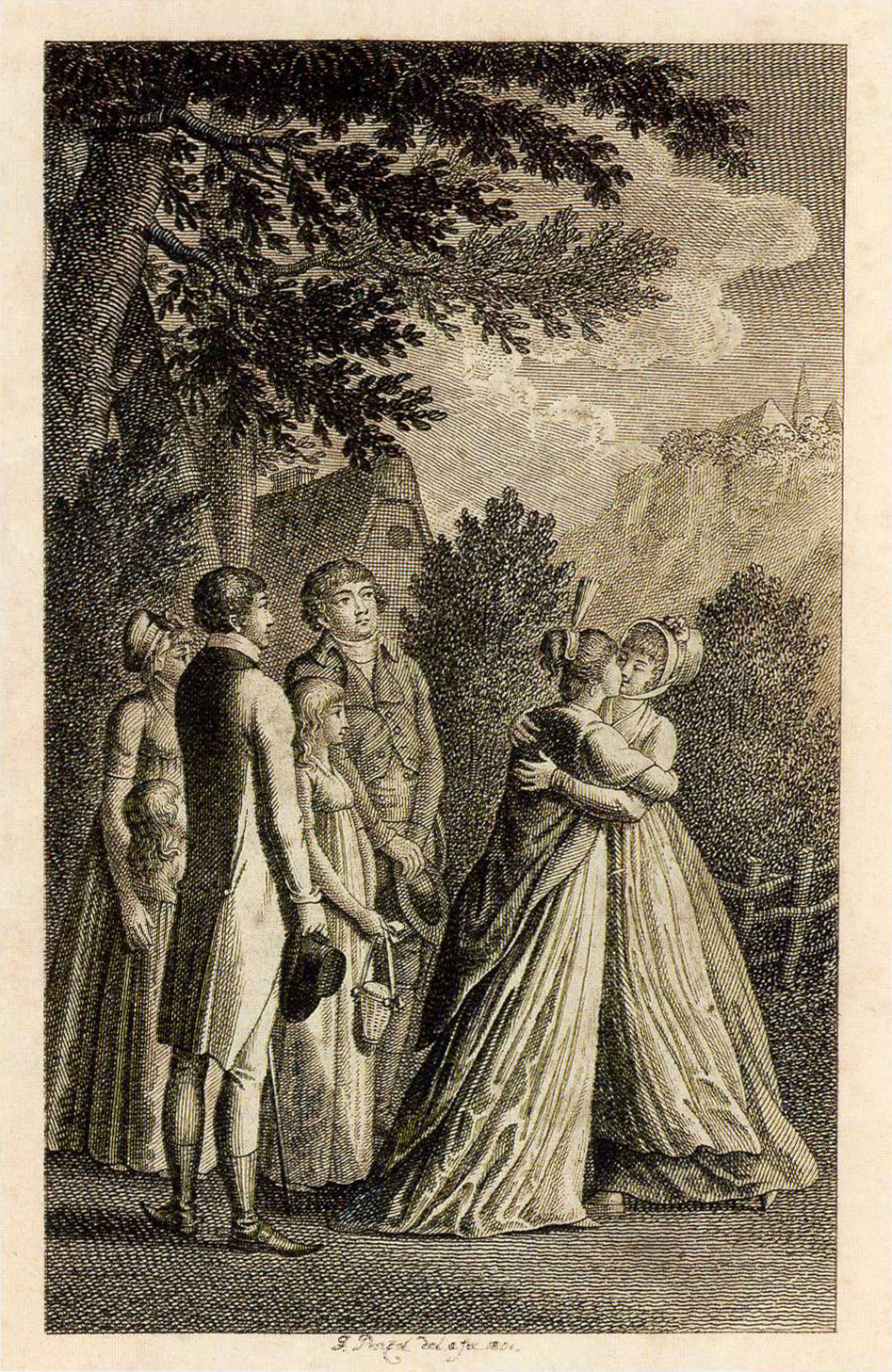
Frontispiz zu Fanny und Julia

- Geschichte des Fräuleins von Sternheim. Von einer Freundin derselben aus Original-Papieren und andern zuverläßigen Quellen gezogen. 2 Bände. Hrsg. von Christoph Martin Wieland. Weidmanns Erben und Reich, Leipzig 1771 (Digitalisat und Volltext im Deutschen Textarchiv Bd. 1, Digitalisat und Volltext im Deutschen Textarchiv Bd. 2) (dtv, München 2007, ISBN 978-3-423-13530-6).
- Der Eigensinn der Liebe und Freundschaft, eine Englische Erzählung, nebst einer kleinen deutschen Liebesgeschichte, aus dem Französischen. Orell, Geßner, Füßli, Zürich 1772.
- Rosaliens Briefe an ihre Freundin Mariane von St**. 3 Bände. Richter, Altenburg 1780–1781.
- Pomona für Teutschlands Töchter. Enderes, Speyer 1783–1784.
- Moralische Erzählungen. Sammlung 1–2. 2 Bände. Enderes, Speyer 1783–1784. (Neuauflage 2015, ISBN 978-3-8430-9617-1)
- Briefe an Lina, ein Buch für junge Frauenzimmer, die ihr Herz und ihren Verstand bilden wollen. Band 1: Lina als Mädchen. Weiß und Brede, Mannheim 1785; Gräff, Leipzig 1788.
- Neuere moralische Erzählungen. Richter, Altenburg 1786.
- Tagebuch einer Reise durch die Schweiz. Richter, Altenburg 1787.
- Journal einer Reise durch Frankreich. Richter, Altenburg 1787.
- Tagebuch einer Reise durch Holland und England. Weiß und Brede, Offenbach 1788. (Digitalisat)
- Geschichte von Miß Lony und Der schöne Bund. C. W. Ettinger, Gotha 1789.
- Briefe über Mannheim. Orell, Geßner, Füßli, Zürich 1791. (Digitalisat)
- Lebensbeschreibung von Friderika Baldinger, von ihr selbst verfaßt. Hrsg. und mit einer Vorrede begleitet von Sophie Wittwe von La Roche. Carl Ludwig Brede, Offenbach 1791.
- Rosalie und Cleberg auf dem Lande. Weiß und Brede, Offenbach 1791. (Digitalisat)
- Erinnerungen aus meiner dritten Schweizerreise. Weiß und Brede, Offenbach 1793.
- Briefe an Lina als Mutter. 2 Bände. Gräff, Leipzig 1795–1797.
- Schönes Bild der Resignation, eine Erzählung. Gräff, Leipzig 1796. (Digitalisat)
- Erscheinungen am See Oneida, mit Kupfern. 3 Bände. Gräff, Leipzig 1798 (Neuausgabe: herausgegeben von Claudia Nitschke und Yvonne Pietsch. Mit einem Nachwort von Claudia Nitschke Wehrhahn Verlag, Hannover 2021, ISBN 978-3-86525-927-1)
- Mein Schreibetisch. 2 Bände. Gräff, Leipzig 1799.
- Reise von Offenbach nach Weimar und Schönebeck im Jahr 1799. Gräff, Leipzig 1800 (auch als Schattenrisse abgeschiedener Stunden in Offenbach, Weimar und Schönebeck im Jahre 1799).
- Fanny und Julia, oder die Freundinnen. Gräff, Leipzig 1801. (Band 1 Digitalisat, Band 2 Digitalisat)
- Liebe-Hütten. 2 Bände. Gräff, Leipzig 1804.
- Herbsttage. Gräff, Leipzig 1805.
- Melusinens Sommerabende. Hrsg. von Christoph Martin Wieland. Societäts-Buch- und Kunsthandlung, Halle 1806 (Digitalisat).
- Sitten der schönen Pariser Welt. Sophie von Laroche und das Monument du Costume. Mit den 24 Stichen und dem vollständigen, erstmals in Deutsche übertragenen Text der ersten beiden Folgen des französischen Originals. Hrsg. von Erdmut Jost. Mitteldeutscher Verlag, Halle 2011, ISBN 978-3-89812-831-5.